# Ликовское
Ликовское — деревня в Старопольском сельском поселении Сланцевского района Ленинградской области.

## История
Впервые упоминается в писцовых книгах Шелонской пятины 1498 года, как деревня Ликочьская Гора 1 двор помещичий (деревня Ликовска к югу от Ложголово) в Сумерском погосте Новгородского уезда.
Деревня Ликоська, состоящая из 20 крестьянских дворов, упоминается на карте Санкт-Петербургской губернии Ф. Ф. Шуберта 1834 года.

ЛИКОВСКОЕ — деревня принадлежит Татаринову, чиновнику 8-го класса, число жителей по ревизии: 67 м. п., 71 ж. п. (1838 год)

Деревня Ликоська из 20 дворов, отмечена на карте профессора С. С. Куторги 1852 года.

ЛИКОВСКОЕ — деревня господина Шкляревича, по просёлочной дороге, число дворов — 23, число душ — 66 м. п. (1856 год)

ЛИКОВСКОЕ — деревня владельческая при колодце, число дворов — 22, число жителей: 62 м. п., 69 ж. п. (1862 год) 

Сборник Центрального статистического комитета описывал её так:

ЛИКОВЕНКА (ЛИКОВСКА) — деревня бывшая владельческая, дворов — 29, жителей — 184; часовня, земская почтовая станция, постоялый двор. (1885 год)

В XIX — начале XX века деревня административно относилась к Ложголовской волости 2-го земского участка 1-го стана Гдовского уезда Санкт-Петербургской губернии.
Согласно Памятной книжке Санкт-Петербургской губернии 1905 года деревня входила в Лососкинское сельское общество.
С марта 1917 года деревня Ликовско находилась в составе Ложголовской волости Гдовского уезда.
- Деревня Ликовское на карте 1919 года

Согласно карте Петроградской и Эстляндской губерний издания 1919 года деревня называлась Ликовска, на восточной околице деревни находилась деревянная часовня, к юго-востоку от деревни — кабак.
С марта 1922 года, в составе Лососкинского сельсовета Кингисеппского уезда.
С августа 1927 года, в составе Осьминского района.
По данным 1933 года деревня называлась Ликовско и входила в состав Лососкинского сельсовета Осьминского района.
С 1 августа 1941 года по 31 января 1944 года германская оккупация.
С 1961 года в составе Сланцевского района.
С 1963 года в составе Кингисеппского района.
По состоянию на 1 августа 1965 года деревня Ликовское входила в состав Ложголовского сельсовета Кингисеппского района. С ноября 1965 года, вновь в составе Сланцевского района. В 1965 году население деревни составляло 103 человека.
По данным 1973 года деревня Ликовское входила в состав Ложголовского сельсовета.
По данным 1990 года деревня Ликовское входила в состав Старопольского сельсовета.
В 1997 году в деревне Ликовское Старопольской волости проживали 35 человек, в 2002 году — 35 человек (все русские).
В 2007 году в деревне Ликовское Старопольского СП проживали 16 человек, в 2010 году — 21 человек.

## География
Деревня расположена в северо-восточной части района на автодороге 41К-161 (Ликовское — Данилово — Овсище) в месте её примыкания к автодороге 41К-188 (Гостицы — Большая Пустомержа).
Расстояние до административного центра поселения — 15 км.
Расстояние до ближайшей железнодорожной станции Веймарн — 37 км.
К востоку от деревни находится озеро Пустое.

## Демография
| 1862 | 2007 | 2010 | 2017 |
| ---- | ---- | ---- | ---- |
| 131  | ↘16  | ↗21  | ↗23  |